# Warren Mosler

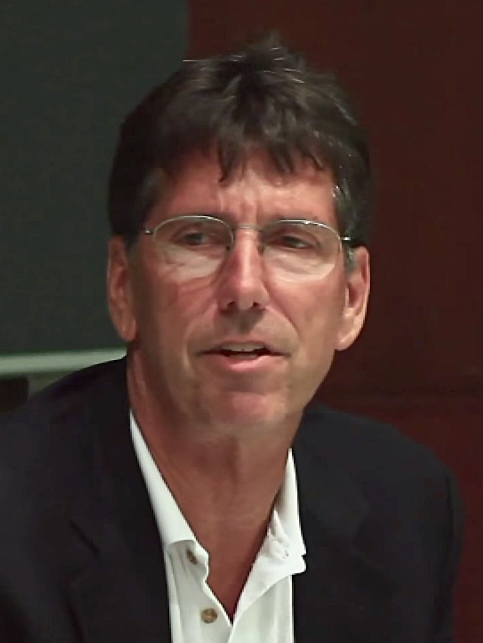
Warren Mosler (2012)

Warren Mosler (* 18. September 1949 in Manchester, New Hampshire) ist ein amerikanischer Ökonom, ehemaliger Hedgefondsmanager und Unternehmer. Er gründete Mosler Automotive und war Mitbegründer des Center for Full Employment And Price Stability an der University of Missouri-Kansas City.
Mosler ist ein Wortführer der Modern Monetary Theory (MMT) und finanziert Forschung.

## Leben
Mosler besuchte die University of Connecticut, wo er vom Hauptfach Ingenieurwissenschaft zu Ökonomie wechselte. Nach dem College arbeitete er 1973 bei der Sparkasse Manchester in Connecticut. Weiter arbeitete er in Hartford für Bache & Co. bevor er nach New York City ging. Dort arbeitete er an der Wall Street für Bankers Trust und William Blair.
Mosler hat sich als Unabhängiger für mehrere Ämter erfolglos beworben wie: Präsident der USA, dreimal als Delegierter zum Kongress sowie als Stellvertretender Gouverneur.

## Hedgefonds
1982 gründete Mosler den Hedgefonds Illinois Income Investors, den er gemäß seinen eigenen Entwicklungstheorien leitete. Nachdem er dieses Unternehmen 1997 verlassen hatte, machte es Verluste.

## Akademische Laufbahn
Um seine verschiedenen Wirtschaftstheorien zu teilen, traf er sich mit Arthur Laffer. Bei einem Treffen zur Sozialpolitik in New York schlug ihm William Vickrey vor, seine Ideen mit den postkeynesianischen Ökonomen L. Randall Wray, Bill Mitchell und Stephanie Kelton zu diskutieren. Diese waren vertraut mit dem Chartalismus und erkannten den Wert von Moslers Analyse. Er ist bekannt durch seine Schriften über die Modern Monetary Theory, die beschreibt wie Fiatgeld geschöpft und in modernen Ökonomien genutzt wird. Seine unorthodoxe Ansichten erreichten eine große Anhängerschaft unter Diskussionsteilnehmern in Internetgruppen und Akademikern.
Mosler gewann viele seiner Ansichten in seiner Zeit als Hedgefonds-Manager, als er im Gegensatz zu den meisten anderen Investoren zu Recht davon ausging, dass die italienische Regierung ihre Anleihen pünktlich bedienen werde, und damit beträchtliche Gewinne einfuhr.
1997 veröffentlichte Mosler Full Employment and Price Stability. Darin kritisierte er die Zurückhaltung des Staates bei seinen Ausgaben als eine potenzielle Ursache für Arbeitslosigkeit; diese könne der Staat jederzeit beseitigen durch entschiedenes Handeln als „Employer of Last Resort“ (Arbeitgeber der letzten Instanz).
2009 formulierte er Mosler’s Law, das besagt, keine Krise sei so tief, dass sie nicht durch Geldschöpfung des Staates und Steuerreduzierung überwunden werden könne („that a sufficiently large fiscal adjustment cannot deal with it)“.
2014 erhielt Mosler eine Gastprofessur der Universität Bergamo. Er arbeitet an der University of Missouri–Kansas City. Von der Franklin University Switzerland wurde er mit der Ehrendoktorwürde ausgezeichnet.

## Veröffentlichungen(Auswahl)
- Soft Currency Economics, www.mosler.org, 1993. Paper edition: AVM, 1995
- Seven Deadly Innocent Frauds of Economic Policy, Vorwort von James K. Galbraith, Valance, 2010

(deutsch: Die sieben unschuldigen, aber tödlichen Betrügereien der Wirtschaftspolitik. Lola Books. Berlin 2017, ISBN 978-3-944203-21-8.)
- In alto il deficit! (Up with the deficit!, ursprünglich italienisch), Vorwort von Paolo Barnard, Edizioni Sì, 2012